# عصا هرمس

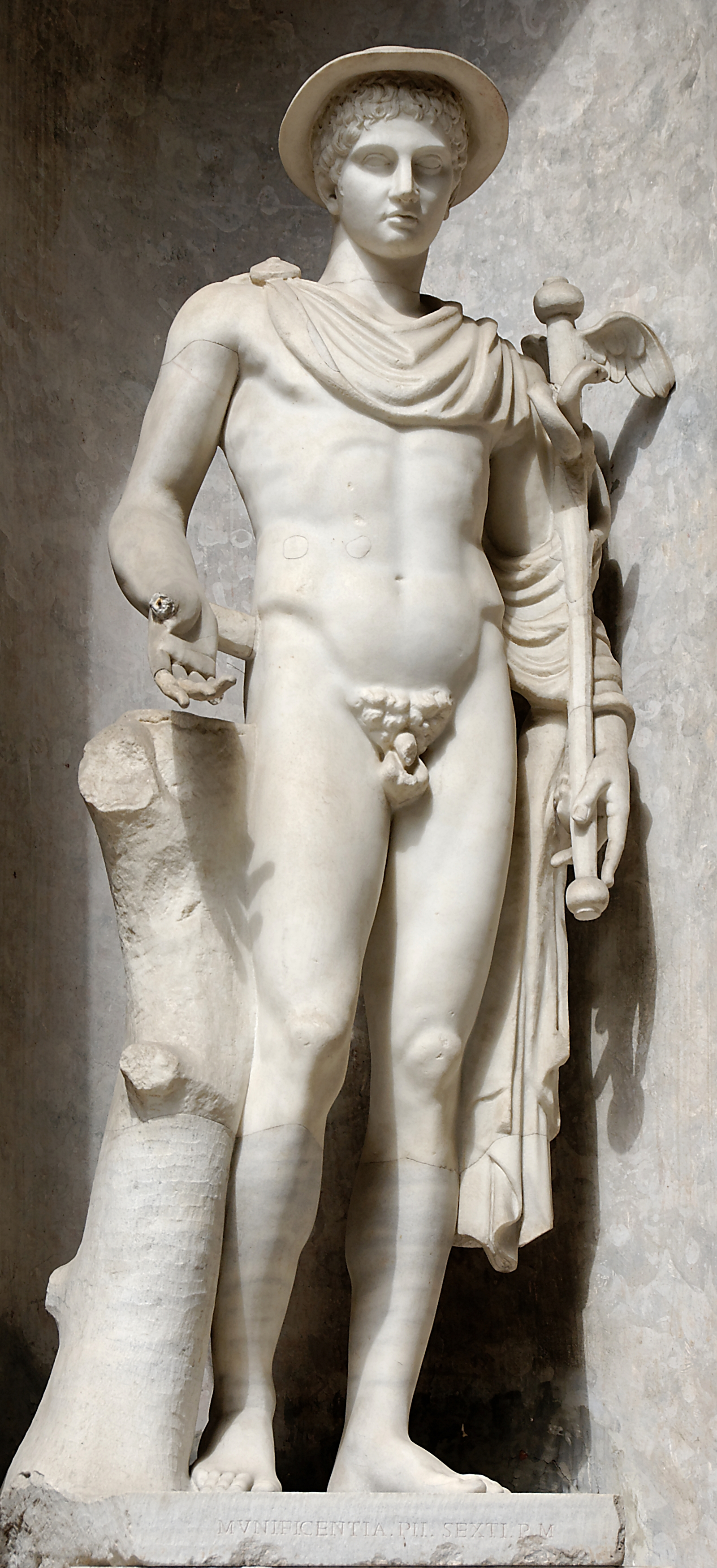
تمثال هرمس حاملاً العصا بيساره.

عصا هِرْمِس أو القادوسيوس أو القادوس أو صَوْلَجَان هَرْمِس هي عصا ترسم مع ثعبانين متلفين وفوقهما جناحان. في الأيقونوغرافيا الرومانية يرسم هرمس مع عصا في يده اليسرى. وتستخدم في أمريكا الشمالية خاصةً كرمز للطب، وتختلف عن عصا أسقليبيوس. هرمس كان اليد اليمنى لزيوس وكان يعتقد أنه يتحكم في الرياح والمطر ويصنع زيوس الصاعقة.
والقادوس هي عصا أو صولجان هرمس. ترسم عادة على شكل قضيب وقد التف عليها أفعوانان مجدولان. وهذا الصولجان من الرموز التي تدل على الخصب والازدهار وعلى قدرة الإله وطاقته القوية. وهناك روايات تزعم أن القادوس كانت لرب الطب أسقليبيوس وهناك روايات أكثر شيوعاً أن القادوس كانت لأبولو عندما كان يرعی قطعان البقر عقوبة له فرضتها الآلهة لما بدر منه من إساءات. وقد تمت الصفقة بين الربين (الأخوين). فقد سرق هرمس أبقار أبولو، وعندما عرف أبولو بحث عنها حتى مل، ولكنه سمع أنغاماً عذبة فذهب وشاهد هرمس ومعه قحف سلحفاة وقد وضع عليه أوتاراً يعزف عليها، فعرف على الفور أنها أمعاء من أبقاره، فاستعاد الأبقار، بعد أن ساومه على ما معه، فأعطاه أبولو عصاه الذهبية، بينما أعطاه هرمس قحف سلحفاة عليها وتر سميت فيما بعد القيثارة، وصار أبولو رب الفن على أثر ذلك، واشتهر بقيثارته هذه. بالطبع لهذه العصا، كالعصا السحرية في التراث الشعبي والأساطير الأخرى، قوی هائلة في تنفيذ أي عمل.